# Koe Girl!
Koe Girl! (声ガール！?, Koe Gāru!) è una serie televisiva giapponese (dorama) prodotta da Asahi Broadcasting Corporation e trasmessa su ABC e TV Asahi dall'8 aprile al 10 giugno 2018, in occasione del 15º anniversario del franchise Pretty Cure a cui è ispirata.
Diretta da Natsuki Seta, Toshiki Sōma e Kyōhei Tamazawa, la sceneggiatura è di Kouta Fukihara e Shin'ya Hokimoto, mentre la musica di Shōji Ikenaga. Nel cast degli attori figurano, tra gli altri, Haruka Fukuhara (voce di Himari Arisugawa / Cure Custard in Kirakira ☆ Pretty Cure À La Mode), Noriko Hidaka (voce di Aphrodite in Suite Pretty Cure♪), Haruka Tomatsu (voce di Iona Hikawa / Cure Fortune in HappinessCharge Pretty Cure!), Mitsuo Iwata (voce di Dorodoron in Pretty Cure Splash☆Star) e Daisuke Namikawa (voce del professore Uchifuji in HUGtto! Pretty Cure).

## Trama
La serie segue le vicende di un gruppo di cinque ragazze, aspiranti doppiatrici e amanti delle popolari serie di Pretty Cure.
Makoto Kikuchi è una ragazza che vive con sua madre che gestisce un piccolo negozio di frutta e verdura. Un giorno, senza alcuna esperienza o conoscenza, viene selezionata da Yuichiro Ōshima dell'agenzia di talenti Ihara Office e fatta entrare nel mondo del doppiaggio. Insieme a Asami Kuriyama, Ren Inaba, Konatsu Morimoto e Ryōko Ochiai, che come lei aspirano a una carriera nel settore, la giovane s'impegna con tutta se stessa per diventare una brava doppiatrice, ricevendo di tanto in tanto consigli dalla già affermata Haruka Tomatsu.

## Personaggi

### Personaggi principali
- Makoto Kikuchi (菊池 真琴?, Kikuchi Makoto), interpretata da Haruka Fukuhara.
Protagonista della serie. È una ragazza dolce e buona che vive con sua madre, la quale gestisce il negozio di frutta e verdura Fruits Kikuchi. Senza alcuna esperienza o conoscenza, viene selezionata da un'agenzia di talenti per entrare nel mondo del doppiaggio.
- Asami Kuriyama (栗山 麻美?, Kuriyama Asami), interpretata da Yurika Nakamura.
È una ragazza talentuosa e professionale. Ha notevoli capacità come doppiatrice, ma è negata in cucina. Non vede di buon occhio Makoto, nonostante quest'ultima tenti di farci amicizia.
- Ren Inaba (稲葉 蓮?, Inaba Ren), interpretata da Mariya Nagao.
È una ragazza di bell'aspetto, otaku che ama parlare della sua passione sin dall'infanzia, ovvero le Pretty Cure. È determinata a diventare una doppiatrice per poter così dare la propria voce ai suoi anime preferiti.
- Konatsu Morimoto (森本 小夏?, Morimoto Konatsu), interpretata da Jun Amaki.
È una ragazza solare ed energica, che parla il dialetto del Kansai e che, quando serve, mette pace all'interno del gruppo. Odia perdere.
- Ryōko Ochiai (落合 涼子?, Ochiai Ryōko), interpretata da Aoi Yoshikura.
È una ragazza gentile e disponibile che ha intrapreso la carriera di doppiatrice, dopo aver fatto l'attrice da bambina. È la più grande del gruppo ed è molto premurosa con loro.

### Personaggi secondari
- Yuichiro Ōshima (大島 雄一郎?, Ōshima Yūichirō), interpretato da Shingo Tsurumi.
È colui che seleziona Makoto e le altre, dall'agenzia di talenti Ihara Office, per entrare nel mondo del doppiaggio.
- Katsutoshi Shōda (正田 克敏?, Shōda Katsutoshi), interpretato da Masaki Nakao.
È un manager subordinato di Ōshima.

### Altri personaggi
- Mari Kikuchi (菊池 マリ?, Kikuchi Mari), interpretata da Noriko Hidaka.
È la madre di Makoto che gestisce il negozio di frutta e verdura Fruits Kikuchi.
- Haruka Tomatsu (戸松 遥?, Tomatsu Haruka), interpretata da se stessa.
È una doppiatrice di fama. Dopo aver visto Makoto fare un provino di doppiaggio, diventa per lei un ottimo supporto.

## Episodi
La serie è stata trasmessa per la prima volta l'8 aprile 2018 dalle emittenti televisive giapponesi ABC e TV Asahi, e successivamente mandata in replica dalle reti affiliate. È disponibile, inoltre, on demand sui canali TVer e GYAO!.
La sigla è intitolata It's Show Time!! ed è cantata da Haruka Fukuhara e Haruka Tomatsu. Il CD è uscito il 23 maggio 2018.
| Nº | Titolo                                                                                                   | Prima TV Giappone |
| -- | --- | ----------------- |
| 1  | 夢はプリキュア声優? (Yume wa Purikyua seiyū, lett. "Il sogno è essere doppiatrice delle Pretty Cure")    | 8 aprile 2018     |
| 2  | ダメ出しの嵐に涙！? (Dame-dashi no arashi ni namida!, lett. "Lacrime nella tempesta di disprezzi!")      | 15 aprile 2018    |
| 3  | ガヤ声優の落とし穴? (Gaya seiyū no otoshiana, lett. "Le insidie dei doppiatori di brusii")               | 22 aprile 2018    |
| 4  | スイプリ推し美少女? (SuiPuri oshi bishōjo, lett. "Le belle ragazze cacciatrici SuiPre")                  | 30 aprile 2018    |
| 5  | 声優×水着でバズる? (Seiyū × mizugi de bazuru, lett. "Buzz con doppiatrici × costumi da bagno")           | 6 maggio 2018     |
| 6  | 浪川大輔⋯ 降臨！？? (Namikawa Daisuke… kōrin!?, lett. "Daisuke Namikawa… avvento!?")                     | 13 maggio 2018    |
| 7  | 戸松遥ライブで絶叫? (Tomatsu Haruka raibu de zekkyō, lett. "Urlando al live di Haruka Tomatsu")          | 20 maggio 2018    |
| 8  | 敏腕女マネ現るっ！！? (Binwan onna mane arawaru!!, lett. "Una talentuosa manager donna è apparsa!!")     | 27 maggio 2018    |
| 9  | 声ガールズ解散危機? (Koe gāruzu kaisan kiki, lett. "La crisi di scioglimento delle ragazze doppiatrici") | 3 giugno 2018     |
| 10 | プリキュアに挑む? (Purikyua ni idomu, lett. "Affrontare le Pretty Cure")                                 | 10 giugno 2018    |

## Programmi correlati
Dal 9 aprile all'11 giugno 2018, subito dopo l'episodio settimanale, è stato trasmesso su Asahi Radio Broadcasting Corporation il programma radiofonico Tomatsu Haruka no otomatsudeshita. (戸松遥のおとまつでした。?), condotto dalla doppiatrice e cantante Haruka Tomatsu, che parla del settore lavorativo del doppiaggio basandosi sulla serie.